# 로렐라이 앤 더 레이저 아이즈
로렐라이 앤 더 레이저 아이즈(Lorelei and the Laser Eyes)는 시모고가 개발하고 안나푸르나 인터랙티브가 배급한 2024년 퍼즐 게임이다. 이 게임은 2024년 5월 16일 마이크로소프트 윈도우와 닌텐도 스위치로 출시되었다. 또한 2024년 12월 3일에는 플레이스테이션 4와 플레이스테이션 5로도 출시되었다.

## 게임플레이
플레이어는 오래된 저택에 자리한 미스터리한 프로젝트에 참여하는 여성을 조작한다. 그녀는 저택을 탐험하여 무슨 일이 벌어지고 있는지 알아내야 하며, 상황은 점차 "위험하고 초현실적으로" 변한다. 이 게임은 150개 이상의 퍼즐을 특징으로 하며, 이는 비선형 순서로 완료할 수 있다. 게임은 3인칭 시점으로 진행되며, 플레이어는 다양한 캐릭터 및 오브젝트와 상호작용할 수 있다.

## 개발
로렐라이 앤 더 레이저 아이즈는 이전에 디바이스 6과 사요나라 와일드 하트와 같은 게임을 개발했던 시모고가 개발한 아홉 번째 게임이다. 사요나라 와일드 하트와 달리, 이 게임은 대부분 흑백으로 채색되어 있다. 스튜디오는 "3D 콜라주, 파편화된 기억의 세계"를 만들고 싶어했으며, 따라서 "사진, 낮은 폴리곤 기하학, 선 렌더링, 고해상도 캐릭터의 뚜렷하고 날카로운 음영"을 사용하여 초현실적인 분위기를 조성했다. 게임의 디렉터인 시몬 플레서에 따르면, 팀은 "지속적인 양가감정"과 "부조리감"을 불러일으키고 싶어했으며, 게임 스토리에서 제시되는 특이한 시나리오 때문에 플레이어들이 무슨 일이 벌어지고 있는지 의문을 품기 시작할 것이라고 말했다. 그는 또한 게임에 설계된 퍼즐이 "플레이어들이 사물 간의 연결을 이해하는 아이디어를 중심으로" 구축되었다고 덧붙였다.
2020년 3월, 안나푸르나 인터랙티브와 시모고는 2019년 사요나라 와일드 하트의 성공 이후 시모고의 게임을 계속 퍼블리싱하기 위해 다년간 계약을 발표했다. 2022년 6월 닌텐도 다이렉트 미니: 파트너 쇼케이스에서 게임이 공식적으로 공개되었다. 이 게임은 2023년에 출시될 예정이었지만, 2023년 6월 안나푸르나 인터랙티브 쇼케이스에서 업데이트를 통해 출시일에 대한 암호화된 메시지와 함께 게임 출시가 연기되었음이 밝혀졌다. 2024년 4월 인디 월드 쇼케이스에서 마침내 출시일이 공개되었으며, 게임은 2024년 5월 16일에 출시될 예정으로 발표되었다.

## 평가

### 비평가 반응
로렐라이 앤 더 레이저 아이즈는 닌텐도 스위치 및 윈도우 버전에서 "대체로 호의적인" 평가를 받았으며, 리뷰 애그리게이터 웹사이트 메타크리틱에 따르면 플레이스테이션 5 버전에서는 "전폭적인 찬사"를 받았다. 오픈크리틱에서는 비평가들의 94%가 이 게임을 추천했다.

### 수상
로렐라이 앤 더 레이저 아이즈는 골든 조이스틱 어워즈에서 스토리텔링 부문과 최고의 인디 게임 부문 후보에 올랐다. 또한 2024년 더 게임 어워드에서 최고의 인디 게임 부문 후보에 올랐다. 이 게임은 2024년 최고의 비디오 게임 목록에 여러 번 등장했으며, Associated Press에서 3위, 디 A.V. 클럽에서 8위에 올랐다. 2025년, 로렐라이 앤 더 레이저 아이즈는 28회 D.I.C.E. 어워드에서 "최우수 게임 디렉션" 부문 후보에 올랐다.
| 연도 | 시상식                         | 부문                                    | 결과   | Ref.          |
| ---- | ------------------------------ | --------------------------------------- | ------ | ------------- |
| 2024 | 골든 조이스틱 어워즈           | 최고의 스토리텔링                       | 후보   | [ 29 ] [ 30 ] |
| 2024 | 골든 조이스틱 어워즈           | 최고의 인디 게임                        | 후보   | [ 29 ] [ 30 ] |
| 2024 | 더 게임 어워드 2024            | 최고의 인디 게임                        | 후보   | [ 31 ]        |
| 2025 | 뉴욕 게임 어워즈               | 최고의 인디 게임 오프 브로드웨이 어워드 | 후보   | [ 38 ] [ 39 ] |
| 2025 | 28회 D.I.C.E. 어워드           | 최우수 게임 디렉션                      | 후보   | [ 40 ] [ 41 ] |
| 2025 | 25회 게임 개발자 초이스 어워드 | 최고의 오디오                           | 장려상 | [ 42 ]        |
| 2025 | 25회 게임 개발자 초이스 어워드 | 최고의 디자인                           | 후보   | [ 42 ]        |
| 2025 | 25회 게임 개발자 초이스 어워드 | 혁신상                                  | 장려상 | [ 42 ]        |